# Rhyacophila malkini
Rhyacophila malkini is een schietmot uit de familie Rhyacophilidae. De soort komt voor in het Nearctisch gebied.